# Norway, Iowa
Norway är en ort i Benton County i Iowa. Vid 2010 års folkräkning hade Norway 545 invånare.
I samband med järnvägsbygget donerade en markägare vid namn Tuttle mark på villkor att orten som grundas på platsen skulle döpas efter hans hemland Norge. Hans ursprungliga namn var Osmund Tøtland och i Norway finns en gata, Tuttle Street, som har fått sitt namn efter honom.